# Thank Heaven for Little Girls
Thank Heaven For Little Girls è il quarto album di studio del gruppo punk statunitense Dwarves, pubblicato nel 1991 da Sub Pop.
David Sprague di Trouser Press ha recensito positivamente l'album, notando un cambio di stile della band, mentre Mark Prindle ha rilevato una crescente influenza del garage rock sul sound del gruppo.

## Tracce
1. Satan – 1:01
2. Speed Demon – 2:32
3. Blood Brothers Revenge – 1:18
4. Blag The Ripper – 2:08
5. Lucky Tonight – 0:59
6. Who's Fucking Who – 0:44
7. Fuck 'Em All – 1:35
8. Anybody But Me – 1:19
9. Three Seconds – 1:07
10. Fuck Around – 1:39
11. Dairy Queen – 2:50
12. Radio #1 – 0:51

## Crediti[4]
- Blag Dahlia - voce
- He Who Cannot Be Named - chitarra
- Salt Peter - basso
- Vadge Moore - batteria
- Mr. Colson - ingegneria del suono